# Cilleruelo de San Mamés
Cilleruelo de San Mamés település Spanyolországban, Segovia tartományban. Cilleruelo de San Mamés Campo de San Pedro, Bercimuel, Cedillo de la Torre és Moral de Hornuez községekkel határos. Lakosainak száma 35 fő (2024).

## Népesség
A település népessége az elmúlt években az alábbi módon változott:
| Lakosok száma | 47   | 46   | 39   | 44   | 42   | 41   | 34   | 33   | 36   | 35   |
|               | 2001 | 2004 | 2007 | 2009 | 2012 | 2014 | 2017 | 2019 | 2022 | 2024 |